# 다리세기
다리세기는 여럿이 한자리에 모여서 두패로 편을 가른 다음 옆으로 열을 지어 다리를 펴고 죽 늘어앉는다. 그리고 아이마다 맞은편에 앉은 아이와 한 다리씩 서로 엇바꾸어 다리를 다리 사이에 끼워서 핀다. 이렇게 두 줄로 늘어앉은 다음 다리를 세는 방법으로 놀이를 한다.

## 이름
전남(全南)에서는 어느 곳이나 「다리세기」라고 부른다. 그리고「다리헤기」,「다리셈놀이」이라고 부른다.

## 놀이방법
마주 보고 서로 앉아 다리를 엇갈리게 섞어 뻗고서 바른쪽 다리에서부터 노래에 따라 손바닥으로 때리면서 세어 간다.
놀이방법에는 두 가지가 있는데, 첫째는 노래에 따라 다리를 손바닥으로 짚어 가다가 노래 끝 자(字)를 부르고 「땡」하려는 순간, 미처 다리를 오므리지 못하면 지게 되고, 날쌔게 오므려 버리면 다음 다리 어린이가 지게 되는 놀이방법이다.둘째는 다리를 세어 가다가 「땡」에 해당하는 다리는 오므리고, 또 노래를 부르기 시작한다. 이렇게 몇 번이고 거듭하는 사이 먼저 두 다리를 모두 오므린 사람이 이기게 되고, 마지막 다리 하나가 남았을 때에는 다리와 방바닥을 번갈아 짚어 가면서 세어 가는데 「땡」이 방바닥에 해당하면 그 판은 무효로 하는 곳도 있고,마지막 다리의 어린이가 골찌가 되지만 「땡」이 방바닥인 경우 꼴지 중에도 꼴찌가 되는 곳도 있다. 꼴찌가 된 어린이는 이긴 어린이들의 명령에 따라 노래를 부르기도 하고 춤을 추기도 하며 즐거워한다.

## 의의
다리세기놀이는 어린 시절부터 단체 생활을 즐기며 친구들끼리 사이 좋게 지낼 수 있는 군중성을 배양하는 데 유익하다.
그리고 전체 다리세기 노래 중 전체의 의미 연결이 제대로 이루어지지 않는 자료들은 연령층이 가장 어린 아이들이 놀이 그 자체로 즐기는 노래들이다. 반면, 특정 음절이나 숫자를 기반으로 사설 치레가 탄력적으로 운용되는 자료들은 비교적 연령층이 높은 아이들이 재미삼아 이 놀이를 즐길때 불렀다.
이 노래들은 술래뽑기와 같은 목적성에서 벗어나 있기 때문에 전체 다리세기 노래 중 가장 사설 창작의 개연성이 열려있다. 아이들은 성장함에 따라 그들의 놀이 및 노래 역시 발전하는데 다리세기놀이는 그러한 관계를 잘 보여준다는 점에서 의의가 있다.

## 참조
1. ↑   리석중, 《북한 학자가 쓴 조선의 민속놀이》, 푸른숲,1999, 373p
2. 1 2   고려대학교 민족문화연구원, 한국민속대관, ㈜누리미디어, 2000
3. ↑   최자운, 《다리세기노래의 양상과 의미》, 한국민요학, 2009, 324p